# Cassitérides

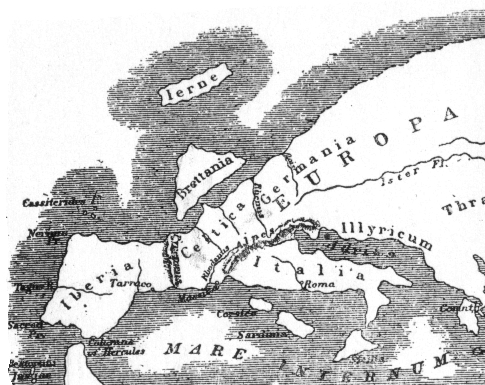
Mapa da Europa, de acordo com a cosmografia de Estrabão, mostrando as ilhas Cassitérides na parte esquerda, a noroeste da Ibéria

Cassitérides (do grego: Κασσίτερος, Kassiteros; latim: Cassiterides insulae), ou ilhas do Estanho, era um legendário arquipélago na Antiguidade Clássica e na Alta Idade Média que supostamente existiria a oeste das actuais ilhas Britânicas, confundindo-se por vezes com elas,[carece de fontes?] ou a noroeste da Península Ibérica. Dada a imprecisão da referência, as ilhas Cassitérides aparecem nos portulanos por vezes colocadas nos Açores ou, alternativamente, entre as ilhas míticas que até finais do século XV os cartógrafos europeus acreditavam existirem no Atlântico a oeste ou noroeste daquele arquipélago.
O nome alternativo de ilhas do Estanho resulta da notícia de que as ilhas seriam ricas em minas de estanho, das quais proviria aquele metal introduzido nas cidades do Mediterrâneo por mercadores fenícios e cartagineses. Uma das origem do estanho seria a Grã-Bretanha, daí a confusão com aquelas ilhas, considerando-se possível que o porto da ilha de Iktis, o principal centro do comércio do estanho no tempo dos fenícios, fosse na actual ilha de Wight ou nas ilhas Sorlingas.
Com base nas descrições remanescentes da época fenícia, o antigo geógrafo grego Estrabão (c. 63 a.C. a c. 24 d.C), na sua obra Geographica, descreve as ilhas da seguinte forma:
As Cassitérides são dez em número e situam-se próximas umas das outras, distantes para norte no Oceano ao largo do porto do Ártabro (em latim: Portus Magnus Artabrorum). Uma das ilhas é desabitada, sendo as restantes povoadas por gente que veste mantos negros sobre túnicas cintadas, que se alongam até aos seus pés, e caminha apoiada em longos cajados, de forma que parecem personificações das Erínias das tragédias representadas nos nossos teatros. A maioria vive como pastores, cuidando dos seus rebanhos. Mas também exploram minas, das quais extraem estanho e chumbo, que os mercadores adquirem em troca de couros, cerâmicas, sal e vasos de cobre. Muito antes da nossa época, os fenícios eram os únicos que negociavam com eles, mantendo secretas as rotas que conduzem àquelas ilhas.
Entre os autores da Antiguidade Clássica, as Cassitérides são mencionadas por:
- Heródoto;[8]
- Posidónio;[9]
- Diodoro Sículo;[2]
- Plínio, o Velho[10];
- Estrabão.[1][7]

Aquando da colonização dos Açores correu na Flandres a notícia de que as ilhas açorianas eram ricas em metais, certamente por confusão com as Cassitérides, levando a que alguns dos povoadores fossem atraídos pela possibilidade de mineração. Foi o caso de Willem van der Hagen, que viveu durante alguns anos na ilha das Flores procurando infrutiferamente estanho e outros metais que se dizia existirem ali.